# 伊東孝紳
伊東 孝紳（いとう たかのぶ、1953年8月29日 - ）は、日本の実業家。元本田技研工業（ホンダ）社長（第7代）。静岡県清水市出身。静岡県立清水東高等学校、京都大学工学部航空工学科卒業。京都大学大学院工学研究科修了。

## 来歴
以下は、本田技研工業の有価証券報告書より抜粋。
- 1953年8月29日生
- 1978年
  - 京都大学大学院工学研究科修了
  - 4月 - 本田技研工業入社
- 1998年4月 - ホンダアールアンドディアメリカズ・インコーポレーテッド副社長
- 2000年6月 - 本田技研工業取締役
- 2001年6月 - 本田技術研究所専務取締役
- 2003年6月
  - 本田技研工業常務取締役
  - 同モータースポーツ担当
  - 本田技術研究所取締役社長
- 2004年4月 - 本田技研工業モータースポーツ統括
- 2005年
  - 4月 - 同生産本部鈴鹿製作所長
  - 6月 - 同常務執行役員
- 2007年
  - 4月 - 同四輪事業本部長
  - 6月 - 同専務取締役
- 2009年4月 - 本田技術研究所取締役社長
- 2009年6月 - 本田技研工業代表取締役社長（第7代）
- 2009年度役員報酬額1億1500万円
- 2011年4月
  - 本田技研工業取締役社長社長執行役員
  - 本田技研工業四輪事業本部長
- 2015年6月 - 本田技研工業代表取締役社長（第7代）を退任

## 人物
NSXのアルミボディ、2代目アスコット、ラファーガのLPL（開発責任者）を担当。特にNSXとは縁が深く、開発時には社内の反対の声を押し切りながらオールアルミボディを実現した。2008年のリーマン・ショック時には当時最終段階まで開発が進んでいた後継モデルの開発中止を決定している。この決定には研究所から来訪拒否の連判状が出されるほど抵抗が根強く、スタッフを自ら説得して回ったと語っている。社長となった後も、時々ながら愛車のCB1100でバイク通勤していたという。
F1レースへの復帰や、久方振りの軽スポーツモデルとなるS660の発売などが評価される。N-BOXを始めとするNシリーズの開発では、LPLの浅木泰昭が提案してきた「工場内開発」を認めて研究所と工場の間の垣根を低くしたほか、現場への大胆な権限委譲を認めるなど、従来のホンダの新車開発のやり方を変革した。一方で、社長就任直後に掲げた「早く、安く、低炭素でお届けする」「2016年度に世界販売台数600万台」といった目標が現場へのプレッシャーに繋がり、フィットハイブリッドの連続リコールに端を発する品質問題の原因にもなったという見方もある。
2015年に社長を退任。後任に八郷隆弘が就いた。